# Нотебом, Даниэль

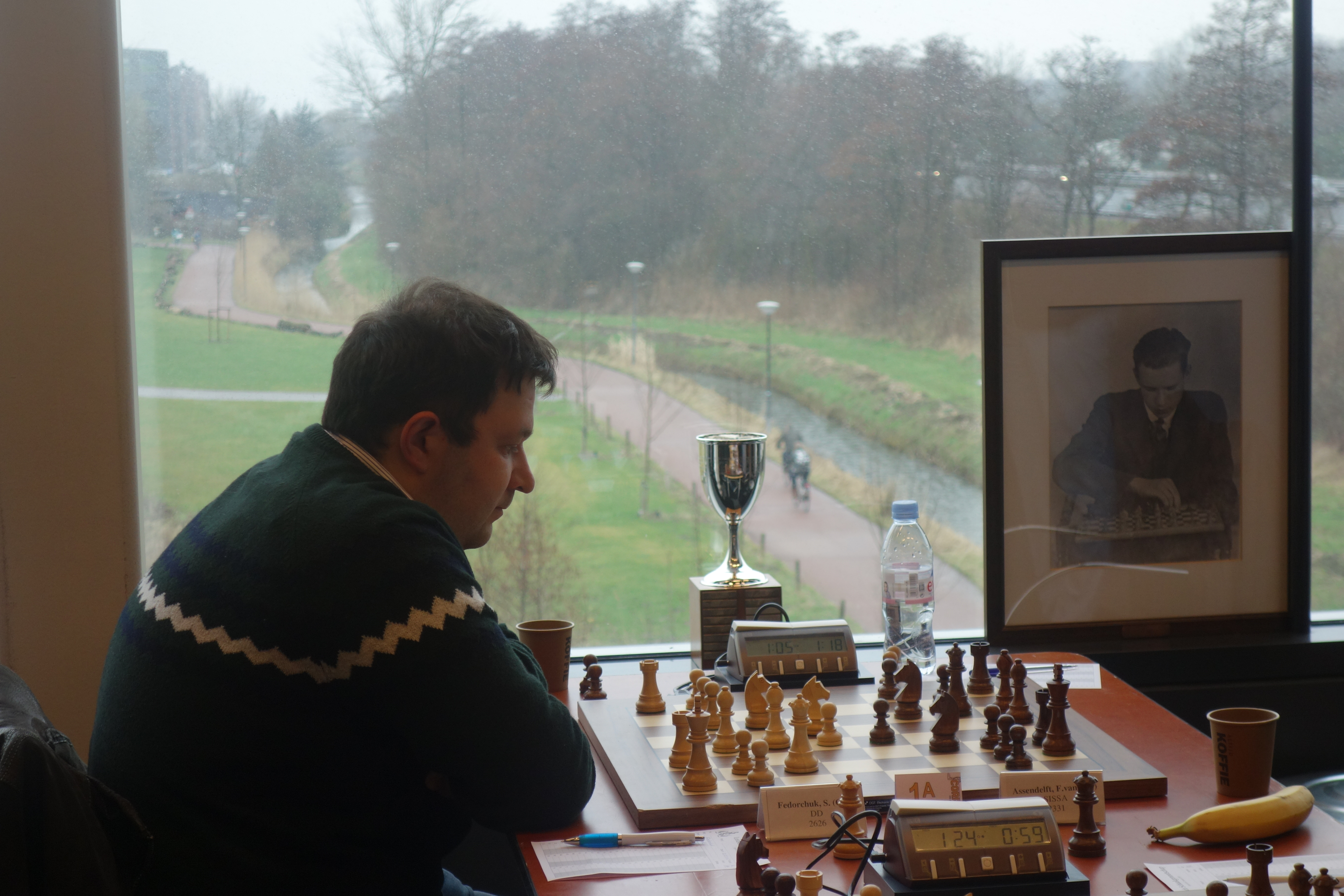
С. А. Федорчук на мемориале Нотебома в Лейдене, 2017 г. Справа — портрет Д. Нотебома

Даниэль Нотебом (нидерл. Daniël Noteboom; 26 февраля 1910, Нордвейк — 12 января 1932, Лондон) — нидерландский шахматист.
В составе национальной сборной Нидерландов участник двух шахматных олимпиад (1930 и 1931 гг.).

## Биография
Научился играть в шахматы в возрасте 12 лет. В 14 лет выиграл турнир местного значения в Нордвейке. В 15 лет на основании особого решения секретариата стал членом Лейденского шахматного общества. Трижды становился чемпионом организации.
В 1930 и 1931 гг. участвовал в побочных турнирах шахматного конгресса в Гастингсе. Вскоре после окончания турнира 1931 / 1932 гг. простудился и через несколько дней умер от пневмонии.
В Лейдене проводятся мемориалы Д. Нотебома.

## Вклад в теорию дебютов
|   | a | b | c | d | e | f | g | h |   |
| - | --- | --- | --- | --- | --- | --- | --- | --- | - |
| 8 | a8 чёрная ладья · b8 чёрный конь · c8 чёрный слон · d8 чёрный ферзь · e8 чёрный король · g8 чёрный конь · h8 чёрная ладья · f7 чёрная пешка · g7 чёрная пешка · h7 чёрная пешка · c6 чёрная пешка · e6 чёрная пешка · a5 чёрная пешка · b5 чёрная пешка · a4 белая пешка · b4 чёрный слон · c4 чёрная пешка · d4 белая пешка · c3 белый конь · e3 белая пешка · f3 белый конь · b2 белая пешка · d2 белый слон · f2 белая пешка · g2 белая пешка · h2 белая пешка · a1 белая ладья · d1 белый ферзь · e1 белый король · f1 белый слон · h1 белая ладья | a8 чёрная ладья · b8 чёрный конь · c8 чёрный слон · d8 чёрный ферзь · e8 чёрный король · g8 чёрный конь · h8 чёрная ладья · f7 чёрная пешка · g7 чёрная пешка · h7 чёрная пешка · c6 чёрная пешка · e6 чёрная пешка · a5 чёрная пешка · b5 чёрная пешка · a4 белая пешка · b4 чёрный слон · c4 чёрная пешка · d4 белая пешка · c3 белый конь · e3 белая пешка · f3 белый конь · b2 белая пешка · d2 белый слон · f2 белая пешка · g2 белая пешка · h2 белая пешка · a1 белая ладья · d1 белый ферзь · e1 белый король · f1 белый слон · h1 белая ладья | a8 чёрная ладья · b8 чёрный конь · c8 чёрный слон · d8 чёрный ферзь · e8 чёрный король · g8 чёрный конь · h8 чёрная ладья · f7 чёрная пешка · g7 чёрная пешка · h7 чёрная пешка · c6 чёрная пешка · e6 чёрная пешка · a5 чёрная пешка · b5 чёрная пешка · a4 белая пешка · b4 чёрный слон · c4 чёрная пешка · d4 белая пешка · c3 белый конь · e3 белая пешка · f3 белый конь · b2 белая пешка · d2 белый слон · f2 белая пешка · g2 белая пешка · h2 белая пешка · a1 белая ладья · d1 белый ферзь · e1 белый король · f1 белый слон · h1 белая ладья | a8 чёрная ладья · b8 чёрный конь · c8 чёрный слон · d8 чёрный ферзь · e8 чёрный король · g8 чёрный конь · h8 чёрная ладья · f7 чёрная пешка · g7 чёрная пешка · h7 чёрная пешка · c6 чёрная пешка · e6 чёрная пешка · a5 чёрная пешка · b5 чёрная пешка · a4 белая пешка · b4 чёрный слон · c4 чёрная пешка · d4 белая пешка · c3 белый конь · e3 белая пешка · f3 белый конь · b2 белая пешка · d2 белый слон · f2 белая пешка · g2 белая пешка · h2 белая пешка · a1 белая ладья · d1 белый ферзь · e1 белый король · f1 белый слон · h1 белая ладья | a8 чёрная ладья · b8 чёрный конь · c8 чёрный слон · d8 чёрный ферзь · e8 чёрный король · g8 чёрный конь · h8 чёрная ладья · f7 чёрная пешка · g7 чёрная пешка · h7 чёрная пешка · c6 чёрная пешка · e6 чёрная пешка · a5 чёрная пешка · b5 чёрная пешка · a4 белая пешка · b4 чёрный слон · c4 чёрная пешка · d4 белая пешка · c3 белый конь · e3 белая пешка · f3 белый конь · b2 белая пешка · d2 белый слон · f2 белая пешка · g2 белая пешка · h2 белая пешка · a1 белая ладья · d1 белый ферзь · e1 белый король · f1 белый слон · h1 белая ладья | a8 чёрная ладья · b8 чёрный конь · c8 чёрный слон · d8 чёрный ферзь · e8 чёрный король · g8 чёрный конь · h8 чёрная ладья · f7 чёрная пешка · g7 чёрная пешка · h7 чёрная пешка · c6 чёрная пешка · e6 чёрная пешка · a5 чёрная пешка · b5 чёрная пешка · a4 белая пешка · b4 чёрный слон · c4 чёрная пешка · d4 белая пешка · c3 белый конь · e3 белая пешка · f3 белый конь · b2 белая пешка · d2 белый слон · f2 белая пешка · g2 белая пешка · h2 белая пешка · a1 белая ладья · d1 белый ферзь · e1 белый король · f1 белый слон · h1 белая ладья | a8 чёрная ладья · b8 чёрный конь · c8 чёрный слон · d8 чёрный ферзь · e8 чёрный король · g8 чёрный конь · h8 чёрная ладья · f7 чёрная пешка · g7 чёрная пешка · h7 чёрная пешка · c6 чёрная пешка · e6 чёрная пешка · a5 чёрная пешка · b5 чёрная пешка · a4 белая пешка · b4 чёрный слон · c4 чёрная пешка · d4 белая пешка · c3 белый конь · e3 белая пешка · f3 белый конь · b2 белая пешка · d2 белый слон · f2 белая пешка · g2 белая пешка · h2 белая пешка · a1 белая ладья · d1 белый ферзь · e1 белый король · f1 белый слон · h1 белая ладья | a8 чёрная ладья · b8 чёрный конь · c8 чёрный слон · d8 чёрный ферзь · e8 чёрный король · g8 чёрный конь · h8 чёрная ладья · f7 чёрная пешка · g7 чёрная пешка · h7 чёрная пешка · c6 чёрная пешка · e6 чёрная пешка · a5 чёрная пешка · b5 чёрная пешка · a4 белая пешка · b4 чёрный слон · c4 чёрная пешка · d4 белая пешка · c3 белый конь · e3 белая пешка · f3 белый конь · b2 белая пешка · d2 белый слон · f2 белая пешка · g2 белая пешка · h2 белая пешка · a1 белая ладья · d1 белый ферзь · e1 белый король · f1 белый слон · h1 белая ладья | 8 |
| 7 | a8 чёрная ладья · b8 чёрный конь · c8 чёрный слон · d8 чёрный ферзь · e8 чёрный король · g8 чёрный конь · h8 чёрная ладья · f7 чёрная пешка · g7 чёрная пешка · h7 чёрная пешка · c6 чёрная пешка · e6 чёрная пешка · a5 чёрная пешка · b5 чёрная пешка · a4 белая пешка · b4 чёрный слон · c4 чёрная пешка · d4 белая пешка · c3 белый конь · e3 белая пешка · f3 белый конь · b2 белая пешка · d2 белый слон · f2 белая пешка · g2 белая пешка · h2 белая пешка · a1 белая ладья · d1 белый ферзь · e1 белый король · f1 белый слон · h1 белая ладья | a8 чёрная ладья · b8 чёрный конь · c8 чёрный слон · d8 чёрный ферзь · e8 чёрный король · g8 чёрный конь · h8 чёрная ладья · f7 чёрная пешка · g7 чёрная пешка · h7 чёрная пешка · c6 чёрная пешка · e6 чёрная пешка · a5 чёрная пешка · b5 чёрная пешка · a4 белая пешка · b4 чёрный слон · c4 чёрная пешка · d4 белая пешка · c3 белый конь · e3 белая пешка · f3 белый конь · b2 белая пешка · d2 белый слон · f2 белая пешка · g2 белая пешка · h2 белая пешка · a1 белая ладья · d1 белый ферзь · e1 белый король · f1 белый слон · h1 белая ладья | a8 чёрная ладья · b8 чёрный конь · c8 чёрный слон · d8 чёрный ферзь · e8 чёрный король · g8 чёрный конь · h8 чёрная ладья · f7 чёрная пешка · g7 чёрная пешка · h7 чёрная пешка · c6 чёрная пешка · e6 чёрная пешка · a5 чёрная пешка · b5 чёрная пешка · a4 белая пешка · b4 чёрный слон · c4 чёрная пешка · d4 белая пешка · c3 белый конь · e3 белая пешка · f3 белый конь · b2 белая пешка · d2 белый слон · f2 белая пешка · g2 белая пешка · h2 белая пешка · a1 белая ладья · d1 белый ферзь · e1 белый король · f1 белый слон · h1 белая ладья | a8 чёрная ладья · b8 чёрный конь · c8 чёрный слон · d8 чёрный ферзь · e8 чёрный король · g8 чёрный конь · h8 чёрная ладья · f7 чёрная пешка · g7 чёрная пешка · h7 чёрная пешка · c6 чёрная пешка · e6 чёрная пешка · a5 чёрная пешка · b5 чёрная пешка · a4 белая пешка · b4 чёрный слон · c4 чёрная пешка · d4 белая пешка · c3 белый конь · e3 белая пешка · f3 белый конь · b2 белая пешка · d2 белый слон · f2 белая пешка · g2 белая пешка · h2 белая пешка · a1 белая ладья · d1 белый ферзь · e1 белый король · f1 белый слон · h1 белая ладья | a8 чёрная ладья · b8 чёрный конь · c8 чёрный слон · d8 чёрный ферзь · e8 чёрный король · g8 чёрный конь · h8 чёрная ладья · f7 чёрная пешка · g7 чёрная пешка · h7 чёрная пешка · c6 чёрная пешка · e6 чёрная пешка · a5 чёрная пешка · b5 чёрная пешка · a4 белая пешка · b4 чёрный слон · c4 чёрная пешка · d4 белая пешка · c3 белый конь · e3 белая пешка · f3 белый конь · b2 белая пешка · d2 белый слон · f2 белая пешка · g2 белая пешка · h2 белая пешка · a1 белая ладья · d1 белый ферзь · e1 белый король · f1 белый слон · h1 белая ладья | a8 чёрная ладья · b8 чёрный конь · c8 чёрный слон · d8 чёрный ферзь · e8 чёрный король · g8 чёрный конь · h8 чёрная ладья · f7 чёрная пешка · g7 чёрная пешка · h7 чёрная пешка · c6 чёрная пешка · e6 чёрная пешка · a5 чёрная пешка · b5 чёрная пешка · a4 белая пешка · b4 чёрный слон · c4 чёрная пешка · d4 белая пешка · c3 белый конь · e3 белая пешка · f3 белый конь · b2 белая пешка · d2 белый слон · f2 белая пешка · g2 белая пешка · h2 белая пешка · a1 белая ладья · d1 белый ферзь · e1 белый король · f1 белый слон · h1 белая ладья | a8 чёрная ладья · b8 чёрный конь · c8 чёрный слон · d8 чёрный ферзь · e8 чёрный король · g8 чёрный конь · h8 чёрная ладья · f7 чёрная пешка · g7 чёрная пешка · h7 чёрная пешка · c6 чёрная пешка · e6 чёрная пешка · a5 чёрная пешка · b5 чёрная пешка · a4 белая пешка · b4 чёрный слон · c4 чёрная пешка · d4 белая пешка · c3 белый конь · e3 белая пешка · f3 белый конь · b2 белая пешка · d2 белый слон · f2 белая пешка · g2 белая пешка · h2 белая пешка · a1 белая ладья · d1 белый ферзь · e1 белый король · f1 белый слон · h1 белая ладья | a8 чёрная ладья · b8 чёрный конь · c8 чёрный слон · d8 чёрный ферзь · e8 чёрный король · g8 чёрный конь · h8 чёрная ладья · f7 чёрная пешка · g7 чёрная пешка · h7 чёрная пешка · c6 чёрная пешка · e6 чёрная пешка · a5 чёрная пешка · b5 чёрная пешка · a4 белая пешка · b4 чёрный слон · c4 чёрная пешка · d4 белая пешка · c3 белый конь · e3 белая пешка · f3 белый конь · b2 белая пешка · d2 белый слон · f2 белая пешка · g2 белая пешка · h2 белая пешка · a1 белая ладья · d1 белый ферзь · e1 белый король · f1 белый слон · h1 белая ладья | 7 |
| 6 | a8 чёрная ладья · b8 чёрный конь · c8 чёрный слон · d8 чёрный ферзь · e8 чёрный король · g8 чёрный конь · h8 чёрная ладья · f7 чёрная пешка · g7 чёрная пешка · h7 чёрная пешка · c6 чёрная пешка · e6 чёрная пешка · a5 чёрная пешка · b5 чёрная пешка · a4 белая пешка · b4 чёрный слон · c4 чёрная пешка · d4 белая пешка · c3 белый конь · e3 белая пешка · f3 белый конь · b2 белая пешка · d2 белый слон · f2 белая пешка · g2 белая пешка · h2 белая пешка · a1 белая ладья · d1 белый ферзь · e1 белый король · f1 белый слон · h1 белая ладья | a8 чёрная ладья · b8 чёрный конь · c8 чёрный слон · d8 чёрный ферзь · e8 чёрный король · g8 чёрный конь · h8 чёрная ладья · f7 чёрная пешка · g7 чёрная пешка · h7 чёрная пешка · c6 чёрная пешка · e6 чёрная пешка · a5 чёрная пешка · b5 чёрная пешка · a4 белая пешка · b4 чёрный слон · c4 чёрная пешка · d4 белая пешка · c3 белый конь · e3 белая пешка · f3 белый конь · b2 белая пешка · d2 белый слон · f2 белая пешка · g2 белая пешка · h2 белая пешка · a1 белая ладья · d1 белый ферзь · e1 белый король · f1 белый слон · h1 белая ладья | a8 чёрная ладья · b8 чёрный конь · c8 чёрный слон · d8 чёрный ферзь · e8 чёрный король · g8 чёрный конь · h8 чёрная ладья · f7 чёрная пешка · g7 чёрная пешка · h7 чёрная пешка · c6 чёрная пешка · e6 чёрная пешка · a5 чёрная пешка · b5 чёрная пешка · a4 белая пешка · b4 чёрный слон · c4 чёрная пешка · d4 белая пешка · c3 белый конь · e3 белая пешка · f3 белый конь · b2 белая пешка · d2 белый слон · f2 белая пешка · g2 белая пешка · h2 белая пешка · a1 белая ладья · d1 белый ферзь · e1 белый король · f1 белый слон · h1 белая ладья | a8 чёрная ладья · b8 чёрный конь · c8 чёрный слон · d8 чёрный ферзь · e8 чёрный король · g8 чёрный конь · h8 чёрная ладья · f7 чёрная пешка · g7 чёрная пешка · h7 чёрная пешка · c6 чёрная пешка · e6 чёрная пешка · a5 чёрная пешка · b5 чёрная пешка · a4 белая пешка · b4 чёрный слон · c4 чёрная пешка · d4 белая пешка · c3 белый конь · e3 белая пешка · f3 белый конь · b2 белая пешка · d2 белый слон · f2 белая пешка · g2 белая пешка · h2 белая пешка · a1 белая ладья · d1 белый ферзь · e1 белый король · f1 белый слон · h1 белая ладья | a8 чёрная ладья · b8 чёрный конь · c8 чёрный слон · d8 чёрный ферзь · e8 чёрный король · g8 чёрный конь · h8 чёрная ладья · f7 чёрная пешка · g7 чёрная пешка · h7 чёрная пешка · c6 чёрная пешка · e6 чёрная пешка · a5 чёрная пешка · b5 чёрная пешка · a4 белая пешка · b4 чёрный слон · c4 чёрная пешка · d4 белая пешка · c3 белый конь · e3 белая пешка · f3 белый конь · b2 белая пешка · d2 белый слон · f2 белая пешка · g2 белая пешка · h2 белая пешка · a1 белая ладья · d1 белый ферзь · e1 белый король · f1 белый слон · h1 белая ладья | a8 чёрная ладья · b8 чёрный конь · c8 чёрный слон · d8 чёрный ферзь · e8 чёрный король · g8 чёрный конь · h8 чёрная ладья · f7 чёрная пешка · g7 чёрная пешка · h7 чёрная пешка · c6 чёрная пешка · e6 чёрная пешка · a5 чёрная пешка · b5 чёрная пешка · a4 белая пешка · b4 чёрный слон · c4 чёрная пешка · d4 белая пешка · c3 белый конь · e3 белая пешка · f3 белый конь · b2 белая пешка · d2 белый слон · f2 белая пешка · g2 белая пешка · h2 белая пешка · a1 белая ладья · d1 белый ферзь · e1 белый король · f1 белый слон · h1 белая ладья | a8 чёрная ладья · b8 чёрный конь · c8 чёрный слон · d8 чёрный ферзь · e8 чёрный король · g8 чёрный конь · h8 чёрная ладья · f7 чёрная пешка · g7 чёрная пешка · h7 чёрная пешка · c6 чёрная пешка · e6 чёрная пешка · a5 чёрная пешка · b5 чёрная пешка · a4 белая пешка · b4 чёрный слон · c4 чёрная пешка · d4 белая пешка · c3 белый конь · e3 белая пешка · f3 белый конь · b2 белая пешка · d2 белый слон · f2 белая пешка · g2 белая пешка · h2 белая пешка · a1 белая ладья · d1 белый ферзь · e1 белый король · f1 белый слон · h1 белая ладья | a8 чёрная ладья · b8 чёрный конь · c8 чёрный слон · d8 чёрный ферзь · e8 чёрный король · g8 чёрный конь · h8 чёрная ладья · f7 чёрная пешка · g7 чёрная пешка · h7 чёрная пешка · c6 чёрная пешка · e6 чёрная пешка · a5 чёрная пешка · b5 чёрная пешка · a4 белая пешка · b4 чёрный слон · c4 чёрная пешка · d4 белая пешка · c3 белый конь · e3 белая пешка · f3 белый конь · b2 белая пешка · d2 белый слон · f2 белая пешка · g2 белая пешка · h2 белая пешка · a1 белая ладья · d1 белый ферзь · e1 белый король · f1 белый слон · h1 белая ладья | 6 |
| 5 | a8 чёрная ладья · b8 чёрный конь · c8 чёрный слон · d8 чёрный ферзь · e8 чёрный король · g8 чёрный конь · h8 чёрная ладья · f7 чёрная пешка · g7 чёрная пешка · h7 чёрная пешка · c6 чёрная пешка · e6 чёрная пешка · a5 чёрная пешка · b5 чёрная пешка · a4 белая пешка · b4 чёрный слон · c4 чёрная пешка · d4 белая пешка · c3 белый конь · e3 белая пешка · f3 белый конь · b2 белая пешка · d2 белый слон · f2 белая пешка · g2 белая пешка · h2 белая пешка · a1 белая ладья · d1 белый ферзь · e1 белый король · f1 белый слон · h1 белая ладья | a8 чёрная ладья · b8 чёрный конь · c8 чёрный слон · d8 чёрный ферзь · e8 чёрный король · g8 чёрный конь · h8 чёрная ладья · f7 чёрная пешка · g7 чёрная пешка · h7 чёрная пешка · c6 чёрная пешка · e6 чёрная пешка · a5 чёрная пешка · b5 чёрная пешка · a4 белая пешка · b4 чёрный слон · c4 чёрная пешка · d4 белая пешка · c3 белый конь · e3 белая пешка · f3 белый конь · b2 белая пешка · d2 белый слон · f2 белая пешка · g2 белая пешка · h2 белая пешка · a1 белая ладья · d1 белый ферзь · e1 белый король · f1 белый слон · h1 белая ладья | a8 чёрная ладья · b8 чёрный конь · c8 чёрный слон · d8 чёрный ферзь · e8 чёрный король · g8 чёрный конь · h8 чёрная ладья · f7 чёрная пешка · g7 чёрная пешка · h7 чёрная пешка · c6 чёрная пешка · e6 чёрная пешка · a5 чёрная пешка · b5 чёрная пешка · a4 белая пешка · b4 чёрный слон · c4 чёрная пешка · d4 белая пешка · c3 белый конь · e3 белая пешка · f3 белый конь · b2 белая пешка · d2 белый слон · f2 белая пешка · g2 белая пешка · h2 белая пешка · a1 белая ладья · d1 белый ферзь · e1 белый король · f1 белый слон · h1 белая ладья | a8 чёрная ладья · b8 чёрный конь · c8 чёрный слон · d8 чёрный ферзь · e8 чёрный король · g8 чёрный конь · h8 чёрная ладья · f7 чёрная пешка · g7 чёрная пешка · h7 чёрная пешка · c6 чёрная пешка · e6 чёрная пешка · a5 чёрная пешка · b5 чёрная пешка · a4 белая пешка · b4 чёрный слон · c4 чёрная пешка · d4 белая пешка · c3 белый конь · e3 белая пешка · f3 белый конь · b2 белая пешка · d2 белый слон · f2 белая пешка · g2 белая пешка · h2 белая пешка · a1 белая ладья · d1 белый ферзь · e1 белый король · f1 белый слон · h1 белая ладья | a8 чёрная ладья · b8 чёрный конь · c8 чёрный слон · d8 чёрный ферзь · e8 чёрный король · g8 чёрный конь · h8 чёрная ладья · f7 чёрная пешка · g7 чёрная пешка · h7 чёрная пешка · c6 чёрная пешка · e6 чёрная пешка · a5 чёрная пешка · b5 чёрная пешка · a4 белая пешка · b4 чёрный слон · c4 чёрная пешка · d4 белая пешка · c3 белый конь · e3 белая пешка · f3 белый конь · b2 белая пешка · d2 белый слон · f2 белая пешка · g2 белая пешка · h2 белая пешка · a1 белая ладья · d1 белый ферзь · e1 белый король · f1 белый слон · h1 белая ладья | a8 чёрная ладья · b8 чёрный конь · c8 чёрный слон · d8 чёрный ферзь · e8 чёрный король · g8 чёрный конь · h8 чёрная ладья · f7 чёрная пешка · g7 чёрная пешка · h7 чёрная пешка · c6 чёрная пешка · e6 чёрная пешка · a5 чёрная пешка · b5 чёрная пешка · a4 белая пешка · b4 чёрный слон · c4 чёрная пешка · d4 белая пешка · c3 белый конь · e3 белая пешка · f3 белый конь · b2 белая пешка · d2 белый слон · f2 белая пешка · g2 белая пешка · h2 белая пешка · a1 белая ладья · d1 белый ферзь · e1 белый король · f1 белый слон · h1 белая ладья | a8 чёрная ладья · b8 чёрный конь · c8 чёрный слон · d8 чёрный ферзь · e8 чёрный король · g8 чёрный конь · h8 чёрная ладья · f7 чёрная пешка · g7 чёрная пешка · h7 чёрная пешка · c6 чёрная пешка · e6 чёрная пешка · a5 чёрная пешка · b5 чёрная пешка · a4 белая пешка · b4 чёрный слон · c4 чёрная пешка · d4 белая пешка · c3 белый конь · e3 белая пешка · f3 белый конь · b2 белая пешка · d2 белый слон · f2 белая пешка · g2 белая пешка · h2 белая пешка · a1 белая ладья · d1 белый ферзь · e1 белый король · f1 белый слон · h1 белая ладья | a8 чёрная ладья · b8 чёрный конь · c8 чёрный слон · d8 чёрный ферзь · e8 чёрный король · g8 чёрный конь · h8 чёрная ладья · f7 чёрная пешка · g7 чёрная пешка · h7 чёрная пешка · c6 чёрная пешка · e6 чёрная пешка · a5 чёрная пешка · b5 чёрная пешка · a4 белая пешка · b4 чёрный слон · c4 чёрная пешка · d4 белая пешка · c3 белый конь · e3 белая пешка · f3 белый конь · b2 белая пешка · d2 белый слон · f2 белая пешка · g2 белая пешка · h2 белая пешка · a1 белая ладья · d1 белый ферзь · e1 белый король · f1 белый слон · h1 белая ладья | 5 |
| 4 | a8 чёрная ладья · b8 чёрный конь · c8 чёрный слон · d8 чёрный ферзь · e8 чёрный король · g8 чёрный конь · h8 чёрная ладья · f7 чёрная пешка · g7 чёрная пешка · h7 чёрная пешка · c6 чёрная пешка · e6 чёрная пешка · a5 чёрная пешка · b5 чёрная пешка · a4 белая пешка · b4 чёрный слон · c4 чёрная пешка · d4 белая пешка · c3 белый конь · e3 белая пешка · f3 белый конь · b2 белая пешка · d2 белый слон · f2 белая пешка · g2 белая пешка · h2 белая пешка · a1 белая ладья · d1 белый ферзь · e1 белый король · f1 белый слон · h1 белая ладья | a8 чёрная ладья · b8 чёрный конь · c8 чёрный слон · d8 чёрный ферзь · e8 чёрный король · g8 чёрный конь · h8 чёрная ладья · f7 чёрная пешка · g7 чёрная пешка · h7 чёрная пешка · c6 чёрная пешка · e6 чёрная пешка · a5 чёрная пешка · b5 чёрная пешка · a4 белая пешка · b4 чёрный слон · c4 чёрная пешка · d4 белая пешка · c3 белый конь · e3 белая пешка · f3 белый конь · b2 белая пешка · d2 белый слон · f2 белая пешка · g2 белая пешка · h2 белая пешка · a1 белая ладья · d1 белый ферзь · e1 белый король · f1 белый слон · h1 белая ладья | a8 чёрная ладья · b8 чёрный конь · c8 чёрный слон · d8 чёрный ферзь · e8 чёрный король · g8 чёрный конь · h8 чёрная ладья · f7 чёрная пешка · g7 чёрная пешка · h7 чёрная пешка · c6 чёрная пешка · e6 чёрная пешка · a5 чёрная пешка · b5 чёрная пешка · a4 белая пешка · b4 чёрный слон · c4 чёрная пешка · d4 белая пешка · c3 белый конь · e3 белая пешка · f3 белый конь · b2 белая пешка · d2 белый слон · f2 белая пешка · g2 белая пешка · h2 белая пешка · a1 белая ладья · d1 белый ферзь · e1 белый король · f1 белый слон · h1 белая ладья | a8 чёрная ладья · b8 чёрный конь · c8 чёрный слон · d8 чёрный ферзь · e8 чёрный король · g8 чёрный конь · h8 чёрная ладья · f7 чёрная пешка · g7 чёрная пешка · h7 чёрная пешка · c6 чёрная пешка · e6 чёрная пешка · a5 чёрная пешка · b5 чёрная пешка · a4 белая пешка · b4 чёрный слон · c4 чёрная пешка · d4 белая пешка · c3 белый конь · e3 белая пешка · f3 белый конь · b2 белая пешка · d2 белый слон · f2 белая пешка · g2 белая пешка · h2 белая пешка · a1 белая ладья · d1 белый ферзь · e1 белый король · f1 белый слон · h1 белая ладья | a8 чёрная ладья · b8 чёрный конь · c8 чёрный слон · d8 чёрный ферзь · e8 чёрный король · g8 чёрный конь · h8 чёрная ладья · f7 чёрная пешка · g7 чёрная пешка · h7 чёрная пешка · c6 чёрная пешка · e6 чёрная пешка · a5 чёрная пешка · b5 чёрная пешка · a4 белая пешка · b4 чёрный слон · c4 чёрная пешка · d4 белая пешка · c3 белый конь · e3 белая пешка · f3 белый конь · b2 белая пешка · d2 белый слон · f2 белая пешка · g2 белая пешка · h2 белая пешка · a1 белая ладья · d1 белый ферзь · e1 белый король · f1 белый слон · h1 белая ладья | a8 чёрная ладья · b8 чёрный конь · c8 чёрный слон · d8 чёрный ферзь · e8 чёрный король · g8 чёрный конь · h8 чёрная ладья · f7 чёрная пешка · g7 чёрная пешка · h7 чёрная пешка · c6 чёрная пешка · e6 чёрная пешка · a5 чёрная пешка · b5 чёрная пешка · a4 белая пешка · b4 чёрный слон · c4 чёрная пешка · d4 белая пешка · c3 белый конь · e3 белая пешка · f3 белый конь · b2 белая пешка · d2 белый слон · f2 белая пешка · g2 белая пешка · h2 белая пешка · a1 белая ладья · d1 белый ферзь · e1 белый король · f1 белый слон · h1 белая ладья | a8 чёрная ладья · b8 чёрный конь · c8 чёрный слон · d8 чёрный ферзь · e8 чёрный король · g8 чёрный конь · h8 чёрная ладья · f7 чёрная пешка · g7 чёрная пешка · h7 чёрная пешка · c6 чёрная пешка · e6 чёрная пешка · a5 чёрная пешка · b5 чёрная пешка · a4 белая пешка · b4 чёрный слон · c4 чёрная пешка · d4 белая пешка · c3 белый конь · e3 белая пешка · f3 белый конь · b2 белая пешка · d2 белый слон · f2 белая пешка · g2 белая пешка · h2 белая пешка · a1 белая ладья · d1 белый ферзь · e1 белый король · f1 белый слон · h1 белая ладья | a8 чёрная ладья · b8 чёрный конь · c8 чёрный слон · d8 чёрный ферзь · e8 чёрный король · g8 чёрный конь · h8 чёрная ладья · f7 чёрная пешка · g7 чёрная пешка · h7 чёрная пешка · c6 чёрная пешка · e6 чёрная пешка · a5 чёрная пешка · b5 чёрная пешка · a4 белая пешка · b4 чёрный слон · c4 чёрная пешка · d4 белая пешка · c3 белый конь · e3 белая пешка · f3 белый конь · b2 белая пешка · d2 белый слон · f2 белая пешка · g2 белая пешка · h2 белая пешка · a1 белая ладья · d1 белый ферзь · e1 белый король · f1 белый слон · h1 белая ладья | 4 |
| 3 | a8 чёрная ладья · b8 чёрный конь · c8 чёрный слон · d8 чёрный ферзь · e8 чёрный король · g8 чёрный конь · h8 чёрная ладья · f7 чёрная пешка · g7 чёрная пешка · h7 чёрная пешка · c6 чёрная пешка · e6 чёрная пешка · a5 чёрная пешка · b5 чёрная пешка · a4 белая пешка · b4 чёрный слон · c4 чёрная пешка · d4 белая пешка · c3 белый конь · e3 белая пешка · f3 белый конь · b2 белая пешка · d2 белый слон · f2 белая пешка · g2 белая пешка · h2 белая пешка · a1 белая ладья · d1 белый ферзь · e1 белый король · f1 белый слон · h1 белая ладья | a8 чёрная ладья · b8 чёрный конь · c8 чёрный слон · d8 чёрный ферзь · e8 чёрный король · g8 чёрный конь · h8 чёрная ладья · f7 чёрная пешка · g7 чёрная пешка · h7 чёрная пешка · c6 чёрная пешка · e6 чёрная пешка · a5 чёрная пешка · b5 чёрная пешка · a4 белая пешка · b4 чёрный слон · c4 чёрная пешка · d4 белая пешка · c3 белый конь · e3 белая пешка · f3 белый конь · b2 белая пешка · d2 белый слон · f2 белая пешка · g2 белая пешка · h2 белая пешка · a1 белая ладья · d1 белый ферзь · e1 белый король · f1 белый слон · h1 белая ладья | a8 чёрная ладья · b8 чёрный конь · c8 чёрный слон · d8 чёрный ферзь · e8 чёрный король · g8 чёрный конь · h8 чёрная ладья · f7 чёрная пешка · g7 чёрная пешка · h7 чёрная пешка · c6 чёрная пешка · e6 чёрная пешка · a5 чёрная пешка · b5 чёрная пешка · a4 белая пешка · b4 чёрный слон · c4 чёрная пешка · d4 белая пешка · c3 белый конь · e3 белая пешка · f3 белый конь · b2 белая пешка · d2 белый слон · f2 белая пешка · g2 белая пешка · h2 белая пешка · a1 белая ладья · d1 белый ферзь · e1 белый король · f1 белый слон · h1 белая ладья | a8 чёрная ладья · b8 чёрный конь · c8 чёрный слон · d8 чёрный ферзь · e8 чёрный король · g8 чёрный конь · h8 чёрная ладья · f7 чёрная пешка · g7 чёрная пешка · h7 чёрная пешка · c6 чёрная пешка · e6 чёрная пешка · a5 чёрная пешка · b5 чёрная пешка · a4 белая пешка · b4 чёрный слон · c4 чёрная пешка · d4 белая пешка · c3 белый конь · e3 белая пешка · f3 белый конь · b2 белая пешка · d2 белый слон · f2 белая пешка · g2 белая пешка · h2 белая пешка · a1 белая ладья · d1 белый ферзь · e1 белый король · f1 белый слон · h1 белая ладья | a8 чёрная ладья · b8 чёрный конь · c8 чёрный слон · d8 чёрный ферзь · e8 чёрный король · g8 чёрный конь · h8 чёрная ладья · f7 чёрная пешка · g7 чёрная пешка · h7 чёрная пешка · c6 чёрная пешка · e6 чёрная пешка · a5 чёрная пешка · b5 чёрная пешка · a4 белая пешка · b4 чёрный слон · c4 чёрная пешка · d4 белая пешка · c3 белый конь · e3 белая пешка · f3 белый конь · b2 белая пешка · d2 белый слон · f2 белая пешка · g2 белая пешка · h2 белая пешка · a1 белая ладья · d1 белый ферзь · e1 белый король · f1 белый слон · h1 белая ладья | a8 чёрная ладья · b8 чёрный конь · c8 чёрный слон · d8 чёрный ферзь · e8 чёрный король · g8 чёрный конь · h8 чёрная ладья · f7 чёрная пешка · g7 чёрная пешка · h7 чёрная пешка · c6 чёрная пешка · e6 чёрная пешка · a5 чёрная пешка · b5 чёрная пешка · a4 белая пешка · b4 чёрный слон · c4 чёрная пешка · d4 белая пешка · c3 белый конь · e3 белая пешка · f3 белый конь · b2 белая пешка · d2 белый слон · f2 белая пешка · g2 белая пешка · h2 белая пешка · a1 белая ладья · d1 белый ферзь · e1 белый король · f1 белый слон · h1 белая ладья | a8 чёрная ладья · b8 чёрный конь · c8 чёрный слон · d8 чёрный ферзь · e8 чёрный король · g8 чёрный конь · h8 чёрная ладья · f7 чёрная пешка · g7 чёрная пешка · h7 чёрная пешка · c6 чёрная пешка · e6 чёрная пешка · a5 чёрная пешка · b5 чёрная пешка · a4 белая пешка · b4 чёрный слон · c4 чёрная пешка · d4 белая пешка · c3 белый конь · e3 белая пешка · f3 белый конь · b2 белая пешка · d2 белый слон · f2 белая пешка · g2 белая пешка · h2 белая пешка · a1 белая ладья · d1 белый ферзь · e1 белый король · f1 белый слон · h1 белая ладья | a8 чёрная ладья · b8 чёрный конь · c8 чёрный слон · d8 чёрный ферзь · e8 чёрный король · g8 чёрный конь · h8 чёрная ладья · f7 чёрная пешка · g7 чёрная пешка · h7 чёрная пешка · c6 чёрная пешка · e6 чёрная пешка · a5 чёрная пешка · b5 чёрная пешка · a4 белая пешка · b4 чёрный слон · c4 чёрная пешка · d4 белая пешка · c3 белый конь · e3 белая пешка · f3 белый конь · b2 белая пешка · d2 белый слон · f2 белая пешка · g2 белая пешка · h2 белая пешка · a1 белая ладья · d1 белый ферзь · e1 белый король · f1 белый слон · h1 белая ладья | 3 |
| 2 | a8 чёрная ладья · b8 чёрный конь · c8 чёрный слон · d8 чёрный ферзь · e8 чёрный король · g8 чёрный конь · h8 чёрная ладья · f7 чёрная пешка · g7 чёрная пешка · h7 чёрная пешка · c6 чёрная пешка · e6 чёрная пешка · a5 чёрная пешка · b5 чёрная пешка · a4 белая пешка · b4 чёрный слон · c4 чёрная пешка · d4 белая пешка · c3 белый конь · e3 белая пешка · f3 белый конь · b2 белая пешка · d2 белый слон · f2 белая пешка · g2 белая пешка · h2 белая пешка · a1 белая ладья · d1 белый ферзь · e1 белый король · f1 белый слон · h1 белая ладья | a8 чёрная ладья · b8 чёрный конь · c8 чёрный слон · d8 чёрный ферзь · e8 чёрный король · g8 чёрный конь · h8 чёрная ладья · f7 чёрная пешка · g7 чёрная пешка · h7 чёрная пешка · c6 чёрная пешка · e6 чёрная пешка · a5 чёрная пешка · b5 чёрная пешка · a4 белая пешка · b4 чёрный слон · c4 чёрная пешка · d4 белая пешка · c3 белый конь · e3 белая пешка · f3 белый конь · b2 белая пешка · d2 белый слон · f2 белая пешка · g2 белая пешка · h2 белая пешка · a1 белая ладья · d1 белый ферзь · e1 белый король · f1 белый слон · h1 белая ладья | a8 чёрная ладья · b8 чёрный конь · c8 чёрный слон · d8 чёрный ферзь · e8 чёрный король · g8 чёрный конь · h8 чёрная ладья · f7 чёрная пешка · g7 чёрная пешка · h7 чёрная пешка · c6 чёрная пешка · e6 чёрная пешка · a5 чёрная пешка · b5 чёрная пешка · a4 белая пешка · b4 чёрный слон · c4 чёрная пешка · d4 белая пешка · c3 белый конь · e3 белая пешка · f3 белый конь · b2 белая пешка · d2 белый слон · f2 белая пешка · g2 белая пешка · h2 белая пешка · a1 белая ладья · d1 белый ферзь · e1 белый король · f1 белый слон · h1 белая ладья | a8 чёрная ладья · b8 чёрный конь · c8 чёрный слон · d8 чёрный ферзь · e8 чёрный король · g8 чёрный конь · h8 чёрная ладья · f7 чёрная пешка · g7 чёрная пешка · h7 чёрная пешка · c6 чёрная пешка · e6 чёрная пешка · a5 чёрная пешка · b5 чёрная пешка · a4 белая пешка · b4 чёрный слон · c4 чёрная пешка · d4 белая пешка · c3 белый конь · e3 белая пешка · f3 белый конь · b2 белая пешка · d2 белый слон · f2 белая пешка · g2 белая пешка · h2 белая пешка · a1 белая ладья · d1 белый ферзь · e1 белый король · f1 белый слон · h1 белая ладья | a8 чёрная ладья · b8 чёрный конь · c8 чёрный слон · d8 чёрный ферзь · e8 чёрный король · g8 чёрный конь · h8 чёрная ладья · f7 чёрная пешка · g7 чёрная пешка · h7 чёрная пешка · c6 чёрная пешка · e6 чёрная пешка · a5 чёрная пешка · b5 чёрная пешка · a4 белая пешка · b4 чёрный слон · c4 чёрная пешка · d4 белая пешка · c3 белый конь · e3 белая пешка · f3 белый конь · b2 белая пешка · d2 белый слон · f2 белая пешка · g2 белая пешка · h2 белая пешка · a1 белая ладья · d1 белый ферзь · e1 белый король · f1 белый слон · h1 белая ладья | a8 чёрная ладья · b8 чёрный конь · c8 чёрный слон · d8 чёрный ферзь · e8 чёрный король · g8 чёрный конь · h8 чёрная ладья · f7 чёрная пешка · g7 чёрная пешка · h7 чёрная пешка · c6 чёрная пешка · e6 чёрная пешка · a5 чёрная пешка · b5 чёрная пешка · a4 белая пешка · b4 чёрный слон · c4 чёрная пешка · d4 белая пешка · c3 белый конь · e3 белая пешка · f3 белый конь · b2 белая пешка · d2 белый слон · f2 белая пешка · g2 белая пешка · h2 белая пешка · a1 белая ладья · d1 белый ферзь · e1 белый король · f1 белый слон · h1 белая ладья | a8 чёрная ладья · b8 чёрный конь · c8 чёрный слон · d8 чёрный ферзь · e8 чёрный король · g8 чёрный конь · h8 чёрная ладья · f7 чёрная пешка · g7 чёрная пешка · h7 чёрная пешка · c6 чёрная пешка · e6 чёрная пешка · a5 чёрная пешка · b5 чёрная пешка · a4 белая пешка · b4 чёрный слон · c4 чёрная пешка · d4 белая пешка · c3 белый конь · e3 белая пешка · f3 белый конь · b2 белая пешка · d2 белый слон · f2 белая пешка · g2 белая пешка · h2 белая пешка · a1 белая ладья · d1 белый ферзь · e1 белый король · f1 белый слон · h1 белая ладья | a8 чёрная ладья · b8 чёрный конь · c8 чёрный слон · d8 чёрный ферзь · e8 чёрный король · g8 чёрный конь · h8 чёрная ладья · f7 чёрная пешка · g7 чёрная пешка · h7 чёрная пешка · c6 чёрная пешка · e6 чёрная пешка · a5 чёрная пешка · b5 чёрная пешка · a4 белая пешка · b4 чёрный слон · c4 чёрная пешка · d4 белая пешка · c3 белый конь · e3 белая пешка · f3 белый конь · b2 белая пешка · d2 белый слон · f2 белая пешка · g2 белая пешка · h2 белая пешка · a1 белая ладья · d1 белый ферзь · e1 белый король · f1 белый слон · h1 белая ладья | 2 |
| 1 | a8 чёрная ладья · b8 чёрный конь · c8 чёрный слон · d8 чёрный ферзь · e8 чёрный король · g8 чёрный конь · h8 чёрная ладья · f7 чёрная пешка · g7 чёрная пешка · h7 чёрная пешка · c6 чёрная пешка · e6 чёрная пешка · a5 чёрная пешка · b5 чёрная пешка · a4 белая пешка · b4 чёрный слон · c4 чёрная пешка · d4 белая пешка · c3 белый конь · e3 белая пешка · f3 белый конь · b2 белая пешка · d2 белый слон · f2 белая пешка · g2 белая пешка · h2 белая пешка · a1 белая ладья · d1 белый ферзь · e1 белый король · f1 белый слон · h1 белая ладья | a8 чёрная ладья · b8 чёрный конь · c8 чёрный слон · d8 чёрный ферзь · e8 чёрный король · g8 чёрный конь · h8 чёрная ладья · f7 чёрная пешка · g7 чёрная пешка · h7 чёрная пешка · c6 чёрная пешка · e6 чёрная пешка · a5 чёрная пешка · b5 чёрная пешка · a4 белая пешка · b4 чёрный слон · c4 чёрная пешка · d4 белая пешка · c3 белый конь · e3 белая пешка · f3 белый конь · b2 белая пешка · d2 белый слон · f2 белая пешка · g2 белая пешка · h2 белая пешка · a1 белая ладья · d1 белый ферзь · e1 белый король · f1 белый слон · h1 белая ладья | a8 чёрная ладья · b8 чёрный конь · c8 чёрный слон · d8 чёрный ферзь · e8 чёрный король · g8 чёрный конь · h8 чёрная ладья · f7 чёрная пешка · g7 чёрная пешка · h7 чёрная пешка · c6 чёрная пешка · e6 чёрная пешка · a5 чёрная пешка · b5 чёрная пешка · a4 белая пешка · b4 чёрный слон · c4 чёрная пешка · d4 белая пешка · c3 белый конь · e3 белая пешка · f3 белый конь · b2 белая пешка · d2 белый слон · f2 белая пешка · g2 белая пешка · h2 белая пешка · a1 белая ладья · d1 белый ферзь · e1 белый король · f1 белый слон · h1 белая ладья | a8 чёрная ладья · b8 чёрный конь · c8 чёрный слон · d8 чёрный ферзь · e8 чёрный король · g8 чёрный конь · h8 чёрная ладья · f7 чёрная пешка · g7 чёрная пешка · h7 чёрная пешка · c6 чёрная пешка · e6 чёрная пешка · a5 чёрная пешка · b5 чёрная пешка · a4 белая пешка · b4 чёрный слон · c4 чёрная пешка · d4 белая пешка · c3 белый конь · e3 белая пешка · f3 белый конь · b2 белая пешка · d2 белый слон · f2 белая пешка · g2 белая пешка · h2 белая пешка · a1 белая ладья · d1 белый ферзь · e1 белый король · f1 белый слон · h1 белая ладья | a8 чёрная ладья · b8 чёрный конь · c8 чёрный слон · d8 чёрный ферзь · e8 чёрный король · g8 чёрный конь · h8 чёрная ладья · f7 чёрная пешка · g7 чёрная пешка · h7 чёрная пешка · c6 чёрная пешка · e6 чёрная пешка · a5 чёрная пешка · b5 чёрная пешка · a4 белая пешка · b4 чёрный слон · c4 чёрная пешка · d4 белая пешка · c3 белый конь · e3 белая пешка · f3 белый конь · b2 белая пешка · d2 белый слон · f2 белая пешка · g2 белая пешка · h2 белая пешка · a1 белая ладья · d1 белый ферзь · e1 белый король · f1 белый слон · h1 белая ладья | a8 чёрная ладья · b8 чёрный конь · c8 чёрный слон · d8 чёрный ферзь · e8 чёрный король · g8 чёрный конь · h8 чёрная ладья · f7 чёрная пешка · g7 чёрная пешка · h7 чёрная пешка · c6 чёрная пешка · e6 чёрная пешка · a5 чёрная пешка · b5 чёрная пешка · a4 белая пешка · b4 чёрный слон · c4 чёрная пешка · d4 белая пешка · c3 белый конь · e3 белая пешка · f3 белый конь · b2 белая пешка · d2 белый слон · f2 белая пешка · g2 белая пешка · h2 белая пешка · a1 белая ладья · d1 белый ферзь · e1 белый король · f1 белый слон · h1 белая ладья | a8 чёрная ладья · b8 чёрный конь · c8 чёрный слон · d8 чёрный ферзь · e8 чёрный король · g8 чёрный конь · h8 чёрная ладья · f7 чёрная пешка · g7 чёрная пешка · h7 чёрная пешка · c6 чёрная пешка · e6 чёрная пешка · a5 чёрная пешка · b5 чёрная пешка · a4 белая пешка · b4 чёрный слон · c4 чёрная пешка · d4 белая пешка · c3 белый конь · e3 белая пешка · f3 белый конь · b2 белая пешка · d2 белый слон · f2 белая пешка · g2 белая пешка · h2 белая пешка · a1 белая ладья · d1 белый ферзь · e1 белый король · f1 белый слон · h1 белая ладья | a8 чёрная ладья · b8 чёрный конь · c8 чёрный слон · d8 чёрный ферзь · e8 чёрный король · g8 чёрный конь · h8 чёрная ладья · f7 чёрная пешка · g7 чёрная пешка · h7 чёрная пешка · c6 чёрная пешка · e6 чёрная пешка · a5 чёрная пешка · b5 чёрная пешка · a4 белая пешка · b4 чёрный слон · c4 чёрная пешка · d4 белая пешка · c3 белый конь · e3 белая пешка · f3 белый конь · b2 белая пешка · d2 белый слон · f2 белая пешка · g2 белая пешка · h2 белая пешка · a1 белая ладья · d1 белый ферзь · e1 белый король · f1 белый слон · h1 белая ладья | 1 |
|   | a | b | c | d | e | f | g | h |   |

Его именем назван вариант в славянской защите: 1. d4 d5 2. c4 c6 3. Кc3 e6 4. Кf3 dc 5. a4 Сb4 6. e3 b5 7. Сd2 a5. Также этот вариант связывают с именем английского мастера Дж. Абрахамса.

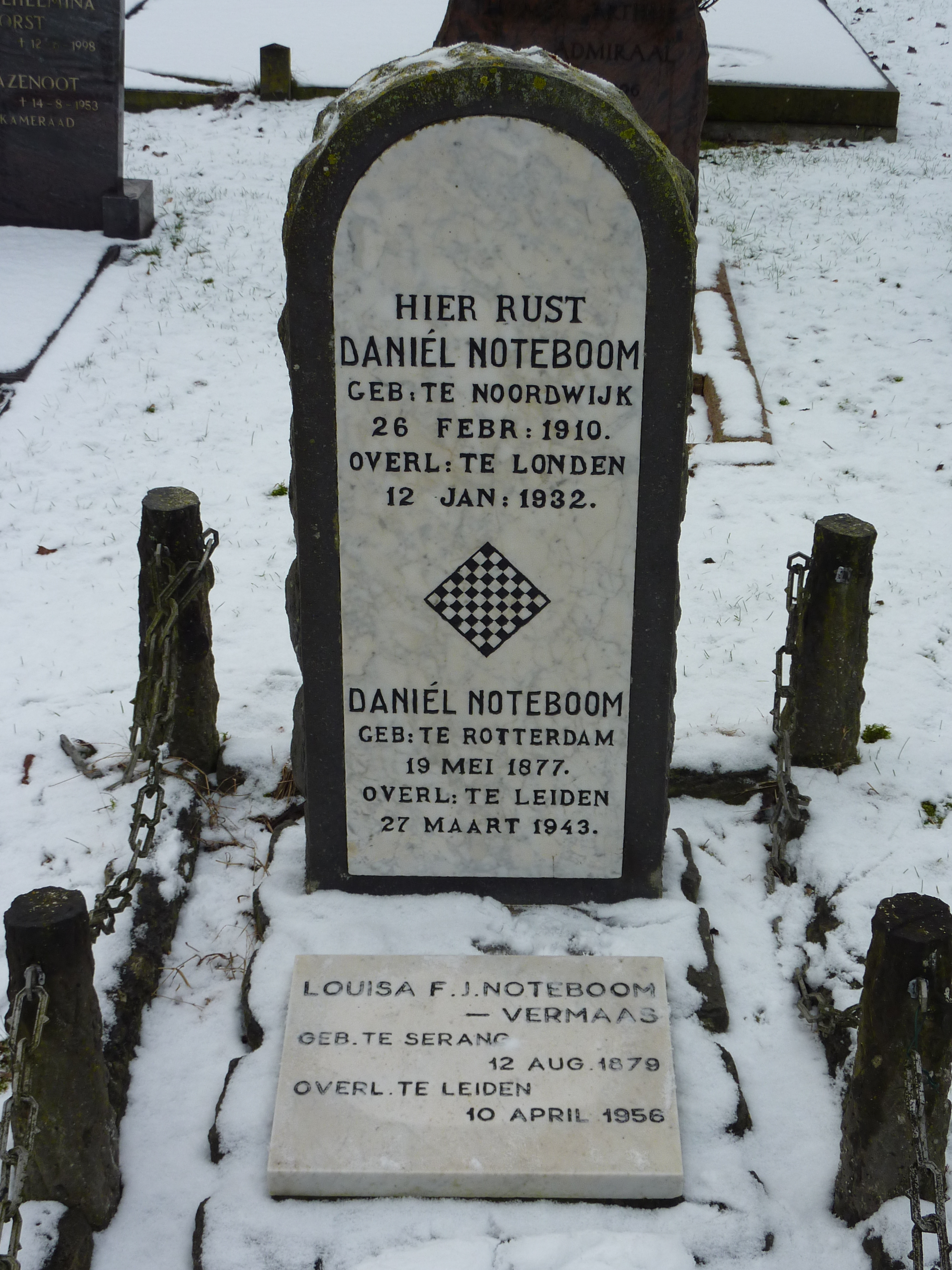
Могила Даниэля Нотебома в родном городе

## Спортивные результаты
| Год         | Город     | Турнир                                         | + | − | = | Очки      | Место |
| ----------- | --------- | ---------------------------------------------- | - | - | - | --------- | ----- |
| 1928        | Лейден    | 1-й матч с С. Ландау                           | 1 | 1 | 3 | 2½ : 2½   |       |
|             | Тенби     | Международный турнир                           |   |   |   |           |       |
| 1929        | Рамсгит   | Международный турнир (побочный турнир)         |   |   |   |           |       |
| 1930        | Гамбург   | 3-я Олимпиада (сборная Нидерландов, 3-я доска) | 9 | 1 | 5 | 11½ из 15 |       |
|             | Ницца     | Международный турнир (побочный турнир)         |   |   |   |           |       |
|             | Скарборо  | Международный турнир                           |   |   |   |           |       |
| 1930 / 1931 | Гастингс  | Международный турнир (побочный турнир)         |   |   |   |           |       |
| 1931        | Роттердам | 2-й матч с С. Ландау                           | 5 | 3 | 1 | 5½ : 3½   |       |
|             | Роттердам | 3-й матч с С. Ландау                           | 1 | 5 | 1 | 1½ : 5½   |       |
|             | Прага     | 4-я Олимпиада (сборная Нидерландов, 2-я доска) | 5 | 3 | 9 | 9½ из 17  |       |
|             | Амстердам | Матч с М. Эйве                                 | 0 | 3 | 3 | 1½ : 4½   |       |
|             | Брно      | Международный турнир                           |   |   |   |           | [ 2 ] |
|             | Ницца     | Международный турнир                           | 1 | 0 | 8 | 5 из 9    | 4     |
| 1931 / 1932 | Гастингс  | Международный турнир (побочный турнир)         |   |   |   |           |       |